# Мукормікоз
Мукормікоз (англ. Mucormycosis, також мукороз, фікомікоз, зигомікоз) — хвороба з групи пліснявих мікозів, яку спричинюють гриби порядку Mucorales. Характеризується ураженням шкіри, підшкірної клітковини, очей, внутрішніх органів (легені, бронхи, центральна нервова система).

## Актуальність
Наразі мукормікоз займає третє місце по частоті після аспергільозу та кандидозу у пацієнтів з імунодефіцитними станами, а серед уражень пліснявими та міцеліальними грибами — друге місце після аспергільозу. Хвороба є третьою за поширеністю серед інвазивних грибкових інфекцій у реципієнтів трансплантації стовбурових клітин. Справжня захворюваність невідома. Захворюваність на мукормікоз зростає внаслідок збільшення кількості людей з імунодефіцитами, особливо при ВІЛ-інфекції. Також спостерігається все більша кількість повідомлень про маніфестацію мукормікозу в умовах протигрибкової профілактики або лікування (наприклад, при застосуванні вориконазолу, ехінокандинів), які ефективні проти більшості грибів, але не грибів порядку Mucorales. Висловлено припущення, що мукормікоз є причиною більше ніж 10 % інвазивних грибкових інфекцій.

## Етіологія
Гриби, які віднесені до порядку Mucorales, який розділено на 6 родин (Mucoraceae, Cunninghamella, Apophysomyces, Lichtheimia, Saksenaea, Rhizomucor), однак частіше збудниками мукормікозу є представники родини Mucoraceae. Особливо часто збудником є Rhizopus oryzae. Для мукорових грибів характерний широкий розгалужений несептований міцелій, який являє собою одну багатоядерну клітину, що не розділена перетинками. Культури мукорових грибів досить великі, активно розмножуються на поживних середовищах, утворюючи колонії сірувато-білого, коричневого або бурого забарвлення. Збудники широко поширені в природі — ґрунт, сіно, у вигляді цвілі на хлібі, плодах, варенні тощо.

## Епідеміологічні особливості
Резервуаром збудника є повітря, ґрунт, гній, рослини. У природних умовах хворіють домашні тварини (коні, корови, свині). Уражаються люди різного віку. Спори грибів потрапляють в організм людини переважно повітряно-крапельним механізмом та при вживанні зараженої їжі. Можливе проникнення через ранову поверхню шкіри та м'яких тканин. Збудники є опортуністичними патогенами, які спричиняють захворювання за умови ослаблення імунної системи.
До факторів, що сприяють розвитку мукоромікозу, слід віднести: цукровий діабет, злоякісні захворювання крові, стан після трансплантації органів та тканин, ВІЛ-інфекцію, системне вживання внутрішньовенних наркотичних речовин, тяжку нейтропенію, імуносупресивну терапію, тривалий прийом глюкокортикостероїдів або антибіотиків широко спектра дії, виражений дефіцит маси тіла, ушкодження шкіри внаслідок травм, опіків у імуноскопроментованих хворих. Залізо є стимулятором росту мукорових грибів. Старіші генерації препаратів (хелаторів) заліза, такі як дефероксамін, та всі причини перевантаження організму залізом, є додатковими факторами ризику виникнення мукормікозу.

## Патогенез
Місця колонізації верхніх дихальних шляхів, шлунково-кишкового тракту та сечостатевої системи є вхідними воротами інфекції. Поширення збудників гематогенно призводить до швидкого прогресування захворювання з розвитком дисемінованої форми. Можливе потрапляння збудника до тканин головного мозку з виникненням церебрального ураження.
Різні представники Mucormycetes відрізняються за вірулентністю, особливостями перебігу патологічного процесу. Зокрема, Rhisomucor pusillus превалює в ураженні нижніх дихальних шляхів, тоді як Apophysomyces elegans частіше уражає верхні дихальні шляхи.

## Клінічні прояви
Тривалість інкубаційного періоду не встановлена. Залежно від ураженого органу виділяють клінічні форми хвороби: риноцеребральну, легеневу, гастроінтестинальну, шкірну та дисеміновану.

### Риноцеребральна форма
Початкові прояви включають утруднення носового дихання та появу аносмії (відсутність сприйняття запахів) на тлі помірної гарячки, біль у ділянці носових пазух, появу чорних некротичних вогнищ на слизовій оболонці носової та ротової порожнин. Надалі з'являються кров'янисті виділення з носу, диплопія, птоз, порушення руху очима. При риноскопії відзначаються виразки і некроз слизової оболонки, запалення може переходити на шкіру шиї, ураження судин очей може призводити до сліпоти. При ураженні сонних артерії, розвивається тромбоз мозкових синусів. Без лікування смерть настає через кілька днів чи кілька тижнів.

### Легеневий мукормікоз
Проявляється у вигляді прогресуючої тяжкої пневмонії з високою гарячкою та вираженою інтоксикацією. У легенях утворюються великі інфільтрати, в центрі яких як наслідок некрозу з'являються порожнини. Рентгенологічні ознаки можуть бути неспецифічними, проявляються у вигляді вузликів, симптому «вінця», який може імітувати зміни як при інвазивному аспергильозі легень.

### Гастроінтестинальна форма
При ураженні шлунково-кишкового тракту утворюються виразки з тенденцією до перфорації та кровотечі.

### Шкірна форма
Починається з еритеми, набряку та прогресування інфільтративних уражень з наявністю чорного некрозу в центрі ураження. Іноді шкірна форма нагадує гангренозну еритему.

### Дисемінована форма
Зустрічається при будь-якому первинному вогнищі ураження, але найчастіше при легеневій формі на тлі тяжкої нейтропенії. Характерним є поширення процесу до центральної нервової системи з утворенням некротичних уражень.

## Прогноз
Загальна летальність досягає 50-85 %. При риноцеребральній формі — 50-70 %; легеневій і гастроінтестінальній летальність ще вища (оскільки такі форми, як правило, діагностуються пізно в ході захворювання); дисемінованій формі — до 100 %; шкірній — до 15 %.

## Діагностика
Стандартна флюорографія або рентгенографія є малоінформативною для ранньої діагностики легеневого мукоромікозу через неможливість виявлення дрібних вузликових змін. Окрім симптому «вінця», рентгенологічною ознакою інвазивного мукормікозу нижніх дихальних шляхів при КТ є симптом «матового скла» з множинними зливними вогнищами. Проводиться біопсія уражених органів. Підтвердженням діагнозу служить виділення культури гриба з біоптатів уражених тканин, а також з мокротиння. Серологічні реакції не використовуються. Перспективним методом є визначення 18S рибосомальної ДНК в тканинах за допомогою ПЛР.

## Лікування
Для адекватного лікування головною умовою є відміна або зменшення інтенсивності імуносупресивної терапії, радикальне видалення некротизованих інфікованих тканин, своєчасне призначення протигрибкової терапії.
Внутрішньовенне введення розчину амфотерицину В рекомендовано із розрахунку 0,001–0,0015 г/кг на добу, однак його застосування наразі обмежене серйозною токсичністю. Кращим варіантом є призначення ліпосомальної форми амфотерицину з розрахунку 0,005 г/кг на добу або проконазолу (як препарата другої лінії або в поєднанні з ліпосомальною формую амфотерицину) в дозі 0,2 г 2–4 рази на добу. Курс лікування становить 10–12 тижнів. Перспективним є застосування ізовуконазолу. Флуконазол та вориконазол не є ефективними в лікуванні мукоромікозу.

## Профілактика
Включає дотримання правил особистої гігієни, боротьбу із забрудненням довкілля, лікування хронічних хвороб, профілактику грибкових захворювань у хворих на ВІЛ-інфекцію, при лікуванні хвороб антибіотиками широкого спектра дії.